# کسل‌بی
کسل‌بی (به انگلیسی: Castlebay) یک روستا در بریتانیا است که در هبریدهای بیرونی واقع شده‌است.